# Kanton Castres-1
Der Kanton Castres-1 ist seit 2015 ein französischer Kanton im Arrondissement Castres im Département Tarn in der Region Okzitanien; sein Hauptort ist Castres. 

## Gemeinden
Der Kanton besteht aus dem nordwestlichen Teil der Stadt Castres mit insgesamt 18.228 Einwohnern (Stand: 1. Januar 2022) auf einer Gesamtfläche von 41,48 km².